# Tim Verheyden

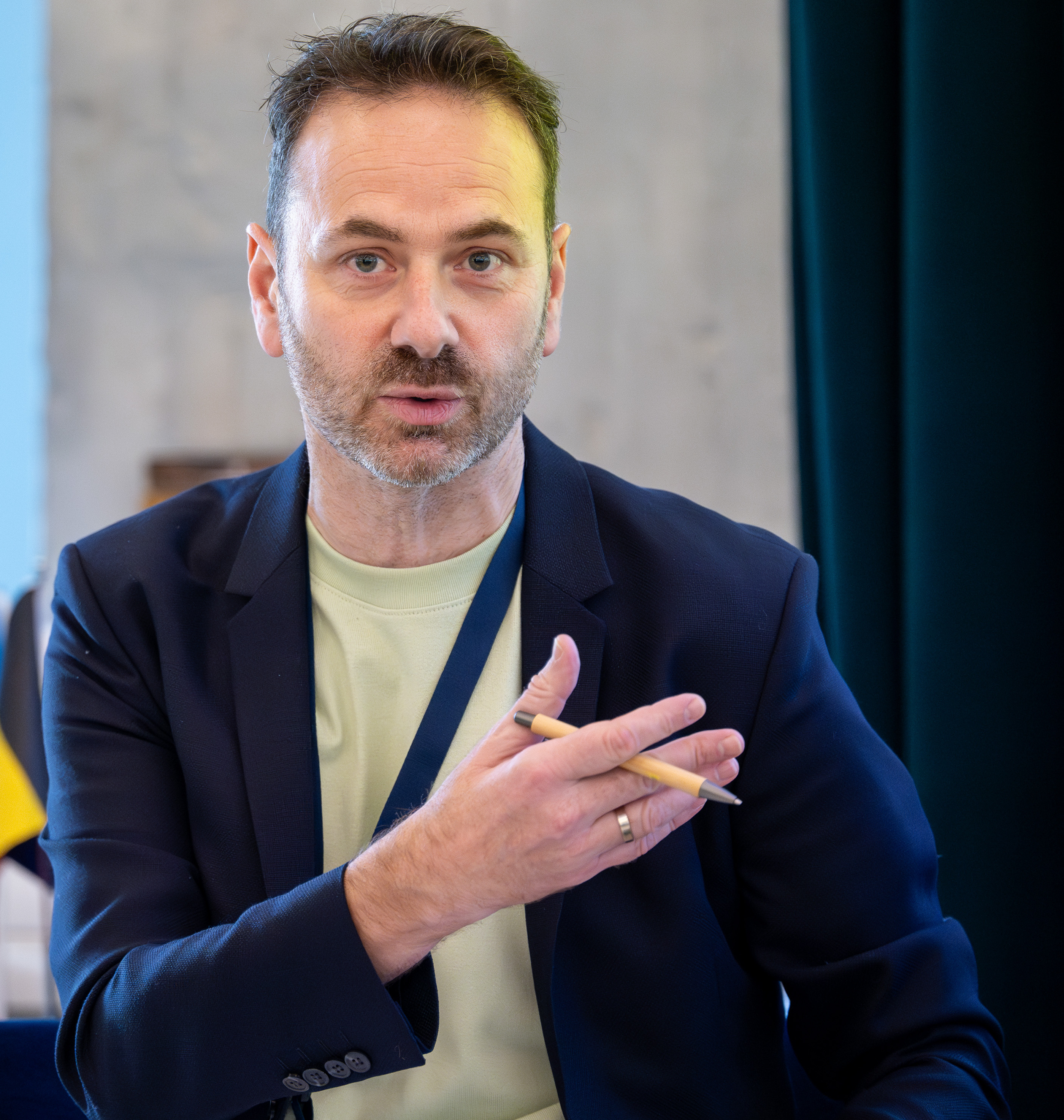
Tim Verheyden (2024)

Tim Verheyden (Hasselt, 20 april 1977) is een Vlaamse journalist en presentator.

## Loopbaan
Na enkele jaren TV Limburg ging Verheyden in 2002 aan de slag bij de Vlaamse Mediamaatschappij als reporter voor het programma Telefacts. Hij maakte hiervoor verscheidene reportages; onder andere een spraakmakende reportage waarbij hij – weliswaar undercover – een nepbom tot in een vliegtuig op Brussels Airport kon smokkelen.
In 2005 maakte hij de overstap naar de VTM-nieuwsdienst. Vanaf maart 2010 maakte hij opnieuw reportages voor Telefacts, dat hij in een om beurten met Elke Pattyn en Kathleen Peeraer presenteerde. In april 2012 stapte hij over van de VTM-nieuwsdienst naar de nieuwsdienst van de VRT. Vanaf september 2013 werd hij de opvolger van Wim De Vilder als presentator van Koppen. Hij schreef in 2014 mee aan het boek How to story, over storytelling voor journalisten. In 2015 verliet hij Koppen voor Het Journaal, waar hij chef storytelling werd, een rol waarin hij zich met het verhalende karakter van nieuwsreportages bezighield. Hij nam tegelijk de presentatie van Panorama op zich.
Na het omvormen van Panorama en Koppen in Pano werd hij reporter voor dat programma. In 2018 maakte hij hiervoor een reportage over de extreemrechtse jongerenbeweging Schild & Vrienden. Daarin kwamen de vermeende racistische, xenofobe en seksistische posts aan het licht die door leden werden gedeeld in afgeschermde groepen op Facebook en Discord. Als gevolg van deze reportage werd de stichter van Schild & Vrienden, Dries Van Langenhove, uitgesloten op de Universiteit Gent en tijdelijk ontzet van zijn functie in de raad van bestuur van de universiteit. Enkele kandidaten voor gemeenteraadsverkiezingen in steden en gemeenten verspreid over Vlaanderen besloten hun kandidatuur in te trekken, omdat zij ook banden hadden met Schild & Vrienden. Ook werden vier vertegenwoordigers in de Vlaamse Jeugdraad ontslagen. In mei 2019 werd de reportage bekroond met de Belfius-persprijs in de categorie Televisiepers.
Verheyden brengt bij VRT vooral items en programma's over sociale media en technologie. Naar aanleiding van de vijftiende verjaardag van Facebook maakte Verheyden een documentairereeks over het bedrijf, die begin 2019 te zien was op Canvas, Facebook & ik. In maart 2021 werd op diezelfde zender zijn tweedelige documentaire Privacy & ik uitgezonden, waarin hij op zoek gaat naar in hoeverre onze privacy wel of niet bedreigd wordt.
In juni 2022 bracht hij het boek Het had waar kunnen zijn uit, over desinformatie en nepnieuws. In december 2022 werd zijn documentaire rond dit thema, Fake news & ik uitgezonden op VRT.
Hij werkt mee aan de rubriek Factchecks van VRTnws waarin nieuwsberichten en beelden die circuleren op hun waarheidsgehalte onderzocht en eventueel ontkracht worden. Verheyden maakte de driedelige documentaire Het Digitale Dilemma, die in het voorjaar van 2024 uitgezonden werd op VRT Canvas. Hierin onderzoekt hij de impact, zowel positief als negatief, van nieuwe technologieën op mensen en de maatschappij.